# Washington County, Tennessee
Washington County är ett administrativt område i den nordöstra delen av delstaten Tennessee, USA. Den administrativa huvudorten (county seat) är Jonesborough, som är den äldsta staden i Tennessee. Countyt har fått sitt namn efter George Washington, USA:s förste president. 

## Geografi
Enligt United States Census Bureau så har countyt en total area på 854 km². 845 km² av den arean är land och 9 km² är vatten. 

### Större orter
- Johnson City med 55 500 invånare
- Jonesborough